# Ke-Go-Naturschutzgebiet
Koordinaten: 18° 5′ 0″ N, 106° 0′ 0″ O
Das Schutzgebiet Ke-Go liegt im Süden der Ha Tinh Provinz, im Naturraum Nord-Annam in Vietnam. Die Flächenausdehnung beträgt 248 km².

## Ernennung
Mit der Entscheidung Nr. 519/QD-UBon des Ha Tinh People's Committee am 3. Mai 1997 wurde Ke Go zu einem Naturschutzgebiet erklärt. Grund dafür war die Wiederentdeckung des Vietnamfasan (Lophura hatinhensis) und des Kaiserfasans (Lophura imperialis) in der südlichen Ha Tinh Provinz Ende der 1980er und Anfang der 1990er Jahre. Dieser Naturraum stellt das einzig bekannte Vorkommen von Lophura hatinhensis in Vietnam dar. Knapp 100 Arten an Amphibien und Reptilien konnte der deutsche Biologe Thomas Ziegler in Ke-Go nachweisen. Großsäuger sind selten, aufgrund des hohen Jagddruckes. So gibt es hier wahrscheinlich keine Elefanten mehr. Ke-Go beherbergt einen der letzten Tieflandregenwälder Vietnams. Insgesamt wird das Gebiet von etwa 70 Personen geschützt, davon 56 Ranger. Illegaler Holzeinschlag, Wilderei und das Sammeln von Öl zur Duftstoffgewinnung bedrohen diesen Lebensraum. Die Niederlande und ORO-VERDE unterstützen finanziell ein Projekt zur Erhaltung des Gebietes.